# Sharpsburg (Karolina Północna)
Sharpsburg – miasto w Stanach Zjednoczonych, w stanie Karolina Północna, w hrabstwie Nash.